# Gerardo Nieto
Gerardo Lirio Nieto Cabrera (Casabó, Montevideo, 27 de abril de 1969) es un cantante y compositor uruguayo.

## Biografía
Nació en Casabó, Montevideo, Uruguay, el 27 de abril de 1969. Hijo de Lirio, integró el conjunto de carnaval Los Carlitos, y fue integrante de las bandas Sonora Caribe, Karibe con K y La Autentika.
En noviembre de 2018 salió a la venta un libro de su biografía titulado Gerardo Nieto, la música tropical en primera persona, escrito por el periodista Carlos Hernández Grene a través de Ediciones B.
Pertenece al Frente Amplio, y formó parte de la lista del Movimiento de Participación Popular (MPP) en la campaña del 2019 para las elecciones generales de ese año. El mismo año, volvió a grabar uno de sus temas más emblemáticos Polvo de estrellas con Papina de Palma, en un vídeo en el Castillo Idiarte Borda. En el Carnaval de 2020 formó parte del elenco de los parodistas Los Muchachos.
En el segundo semestre del año 2021 fue participante de la segunda temporada de MasterChef Celebrity Uruguay, siendo el quinto eliminado.

## Vida personal
Contrajo matrimonio con Virginia González y son padres de tres hijas: Melina, Luana y Julieta Nieto. Desde 2019 hasta julio del 2022 fue pareja de Manuela Mutti. Posterior fue pareja de Pamela Silva hasta abril de 2024 y actualmente se encuentra soltero.

## Álbumes
- 1985, Sangre joven.
- 1997, Intensamente con K
- 2013, Polvo de estrella
- 2019, El último romántico